# 查爾斯頓南方大學
查爾斯頓南方大學（CSU）成立於1964年，位於美國南卡羅來納州的北查爾斯頓，是一所隸屬於南卡羅來納州浸信會的基督教綜合性大學。
查爾斯頓南方大學獲南方高等學校協會大學委員會的認可，可授予超過50個學士專業科目和學士及碩士學位，包含商科，司法，電腦科學，基督教神學研究，教育和護理，在U.S. NEWS 2020年最佳大學排名中名列南方地區大學第58。

## 入學要求
查爾斯頓南方大學的學士入學要求為平均GPA 3.63，普遍來說，高中課程成績表現需超過班上平均值才能核可入學。根據Ｕ.S. NEWS的資訊，查爾斯頓南方大學的平均錄取錄為52%（2018年秋天）。

## 學科
護理學院提供為期三年的護理學士學位（BSN）計劃，與區域醫院密切合作，同時也提供護理碩士學位。 2010年，BSN計劃與Trident技術學院合作，提供2–1的護理副學士學位（ADN）。
查爾斯頓南方大學商學院設有南卡羅來納州規模較大的MBA課程。雖然商學院的錄取條件不需要GMAT，但仍具有靈活而嚴格的條件，學生可以選擇參加面對面的課程，在線課程或兩者結合。

## 著名校友
- 蒂姆·斯科特 - 美國參議員
- 查爾斯·辛普金斯（英语：Charlie Simpkins） － 奧運銀牌得主
- 山姆·甘迪（英语：Sam Gandy）博士 - 於紐約西奈山醫院致力於阿茲海默症研究